# サラマンカ新大聖堂
サラマンカ新大聖堂（スペイン語: Catedral de la Asunción de la Virgen, スペイン語: Catedral Nueva de Salamanca）は、スペイン・カスティーリャ・イ・レオン州サラマンカ県サラマンカにあるカトリックの教会である。ユネスコの世界遺産「サラマンカの旧市街」の構成遺産となっている。

## 歴史

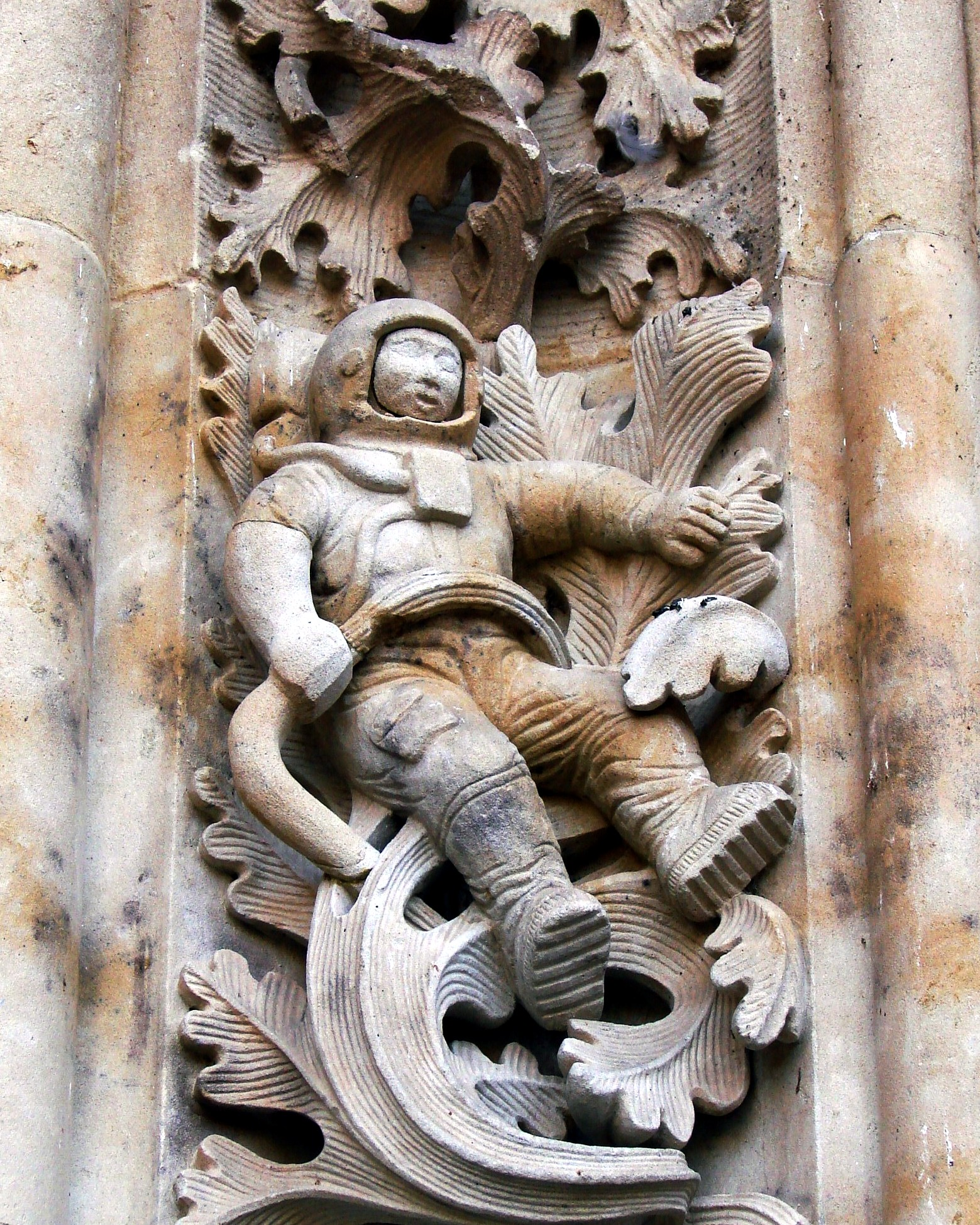
1992年の修復作業で付け足された宇宙飛行士の彫刻

サラマンカ旧大聖堂は狭かったため、1513年に新大聖堂の建設が開始された。その後2世紀余りを経て、1733年に新大聖堂が完成した。新大聖堂の建設工事は2世紀以上にわたったため、ゴシック建築・ルネサンス建築・バロック建築の3つの様式が混在している。聖書に記された預言者・伝道者の人物の胸像がある円形装飾があり、100に近いステンドグラスそしてイエスとヒスパニック教会の聖人のレリーフがある。ファサードの装飾には、1992年の修復作業でプロジェクトに参加した職人の一人が追加したアイスクリームを食べるファウヌスや宇宙飛行士の彫刻がある。このような建物の修復を行う場合、職人は署名代わりに自分の時代の要素を付け加えるという伝統があり、20世紀末の職人は宇宙飛行士を付け加えたというわけである。

## パイプオルガン
サラマンカ新大聖堂にはパイプオルガンが設置されている。このパイプオルガンは「天使の歌声」という通称を持ちながら、200年以上も音が出ず壊れたままで放置されていた。1974年には日本人オルガン製造者の辻宏が新大聖堂を訪れ、このパイプオルガンに惹かれた。辻はビクトリア―ノ神父に修理を交渉し、一旦は断られたものの、諦めずに待った。1985年2月に日本から皇太子（現在の上皇）と美智子（現在の上皇后美智子）夫婦が訪れたことがきっかけに、1988年末には東京でコンサートによる募金が行われ、またスペインに進出した日本企業などから資金提供が行われた。
辻は1989年8月に修復作業を開始。1990年3月22日に終了、3日後の3月25日に奉献式を行い、日本のNHKとスペインの国営放送TVEと共同のお披露目コンサートが生中継された。1994年10月には即位後の天皇・皇后が訪れ、演奏を聴いた。1994年には岐阜県県民ふれあい会館のホール棟「サラマンカホール」が完成。岐阜県の要望によって、サラマンカ近郊のビリャマヨール村の石彫技術者が彫刻作品を制作し、1998年3月に取り付けられた。